# NGC 5625
NGC 5625 este o galaxie activă situată în constelația Boarul. A fost descoperită în 28 aprilie 1827 de către John Herschel.